# スヴェタ・トロイツァ・ウ・スロヴェンスキフ・ゴリツァフ
スヴェタ・トロイツァ・ウ・スロヴェンスキフ・ゴリツァフ(スロベニア語: Sveta Trojica v Slovenskih Goricah)はスロベニア北部の基礎自治体である。独立した基礎自治体となったのは2006年で、それ以前はレナルト自治体の一部であった。伝統的にシュタイエルスカ地方に含まる。現在は2007年に制定された行政的な構成地域であるポドラヴスカ地域に含まれスロヴェンスケ・ゴリツァに位置する。

## 名称
「スロベニア丘陵の三位一体」を意味するスヴェタ・トロイツァ・ウ・スロヴェンスキフ・ゴリツァフから「要塞化された丘の砦」を意味するグラディシュチェ( Gradišče)に1952年に変更された。名称の変更は1948年の「居住区の名称および広場、通り、建物に関する名称に関する法律」を基本に戦後の社会主義政府が地名から宗教的なものを排除した影響である。1953年にグラディシュチェはグラディシュチェ・フ・スロヴェンスキフ(Gradišče v Slovenskih goricah)に変更される。もとの名称の戻されたのは1992年であった。

## 名所
地元のランドマークは地名の由来にもなった教区教会である。名称通り三位一体を奉じた教会でマリボルのカトリック教会の大司教区に属している。この教会は大きなバロック様式の教会で3つの鐘楼があり自治体の紋章にも描かれている。1636年から1643年にかけて建築され、1735年から1740年にかけて拡張された。また、フランシスコ会修道院も自治体に立地する。